# Lasioglossum foxii
Lasioglossum foxii är en biart som först beskrevs av Robertson 1895.  Den ingår i släktet smalbin och familjen vägbin. Inga underarter finns listade i Catalogue of Life.

## Beskrivning
Ett slankt, svart bi med kort, gles, vitaktig behåring. På tergiterna (segmenten på bakkroppens ovansida) har honan tunna, bleka hårband längs med bakkanterna; hos hanen är de knappt märkbara. Hanen har å andra sidan gula markeringar på munsköldens (clypeus) övre del. Honan är mellan 6 och 7 mm lång; hanen mellan 5 och 6 mm.

## Ekologi
Arten, som flyger mellan april och september, är polylektisk, den besöker blommande växter från flera familjer: Sumakväxter, flockblommiga växter, oleanderväxter, sparrisväxter, korgblommiga växter, strävbladiga växter, korsblommiga växter, ljungväxter (inte minst blåbär), ärtväxter, johannesörtsväxter, irisväxter, magnoliaväxter, Melianthaceae (en familj inom näveordningen), källörtsväxter, dunörtsväxter, tallväxter, grobladsväxter, ranunkelväxter, rosväxter (i synnerhet äpple), videväxter, kinesträdsväxter och verbenaväxter.

## Utbredning
Utbredningsområdet omfattar Nordamerika från Nova Scotia till Manitoba i Kanada, och från Minnesota i USA söderut till Georgia.